# Carolus-Duran
Pour les articles homonymes, voir Durant et Duran.
Carolus-Duran, pseudonyme de Charles Auguste Émile Durant, né le 4 juillet 1837 à Lille et mort le 18 février 1917 à Paris (14e arrondissement), est un peintre et sculpteur français.
Parfois qualifié de « peintre mondain », il est l'un des portraitistes les plus appréciés de la haute société de la Troisième République.

## Biographie
Charles Auguste Émile Durant naît le 4 juillet 1837 à Lille.
Fils d'aubergiste, Charles Duran apprend le dessin auprès du sculpteur Jean-Baptiste Cadet de Beaupré à l'Académie de Lille, puis étudie pendant deux ans la peinture auprès de François Souchon, lui-même élève de Jacques-Louis David. Il arrive à Paris en 1853 et prend alors le pseudonyme de « Carolus-Duran ». Il suit les cours de l'Académie Suisse de 1859 à 1861. Il est influencé au début de sa carrière par le réalisme de Gustave Courbet, qu'il rencontre à cette époque, et se lie d'amitié avec Édouard Manet, Henri Fantin-Latour, Félix Bracquemond et Zacharie Astruc. C'est aussi en 1859 qu'il expose pour la première fois au Salon.
De 1862 à 1866, il voyage à Rome grâce à une bourse d'études de sa ville natale. Au Salon de 1866, il obtient une médaille avec Les Assassinés, acquise 5 000 francs par l'État pour le musée de Lille. Cette somme d'argent lui permet de voyager en Espagne, où il restera trois ans pour copier les grands maîtres, notamment Velázquez. Son style en est transformé : il délaisse l'influence de Courbet pour celle du maître espagnol, dont il sera avec Manet un des plus fervents admirateurs.
En 1867, il fait partie des neuf membres de la Société japonaise du Jinglar avec notamment Henri Fantin-Latour, Félix Bracquemond et Marc-Louis Solon, qui se réunissaient mensuellement à Sèvres pour un dîner à la japonaise.

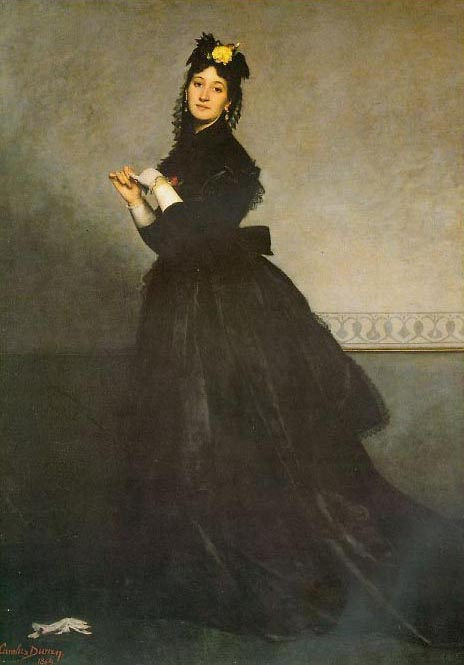
La Dame au gant (1869), Paris, musée d'Orsay.

En janvier 1868, il épouse Pauline Croizette, pastelliste et miniaturiste, qui pose pour La Dame au gant en 1869 (Paris, musée d'Orsay). Ils auront trois enfants, deux filles et un garçon. Leur aînée Marie-Anne épousera plus tard Georges Feydeau.
À partir de 1870, à la suite de la renommée de La Dame au gant, il se consacre principalement aux portraits. Son succès lui permet d'ouvrir un atelier à Paris au 81, boulevard du Montparnasse (proche de son domicile du 58, rue Notre-Dame-des-Champs), où il enseigne la peinture en prenant Vélasquez comme référence. Il est nommé chevalier de la Légion d'honneur en 1872 et il est promu officier en 1878, commandeur en 1889 et grand officier en 1900.
De 1889 à 1900, il est membre du jury de chaque Exposition universelle. Il est cofondateur de la Société nationale des beaux-arts en 1890. Il est élu membre de l'Académie des beaux-arts en 1904. Bien que n'ayant jamais obtenu le prix de Rome et du fait de l'absence de candidat, il est nommé directeur de l'Académie de France à Rome en 1905, poste qu'il occupe jusqu'en 1913. Il est nommé Rosati d'honneur en 1892.

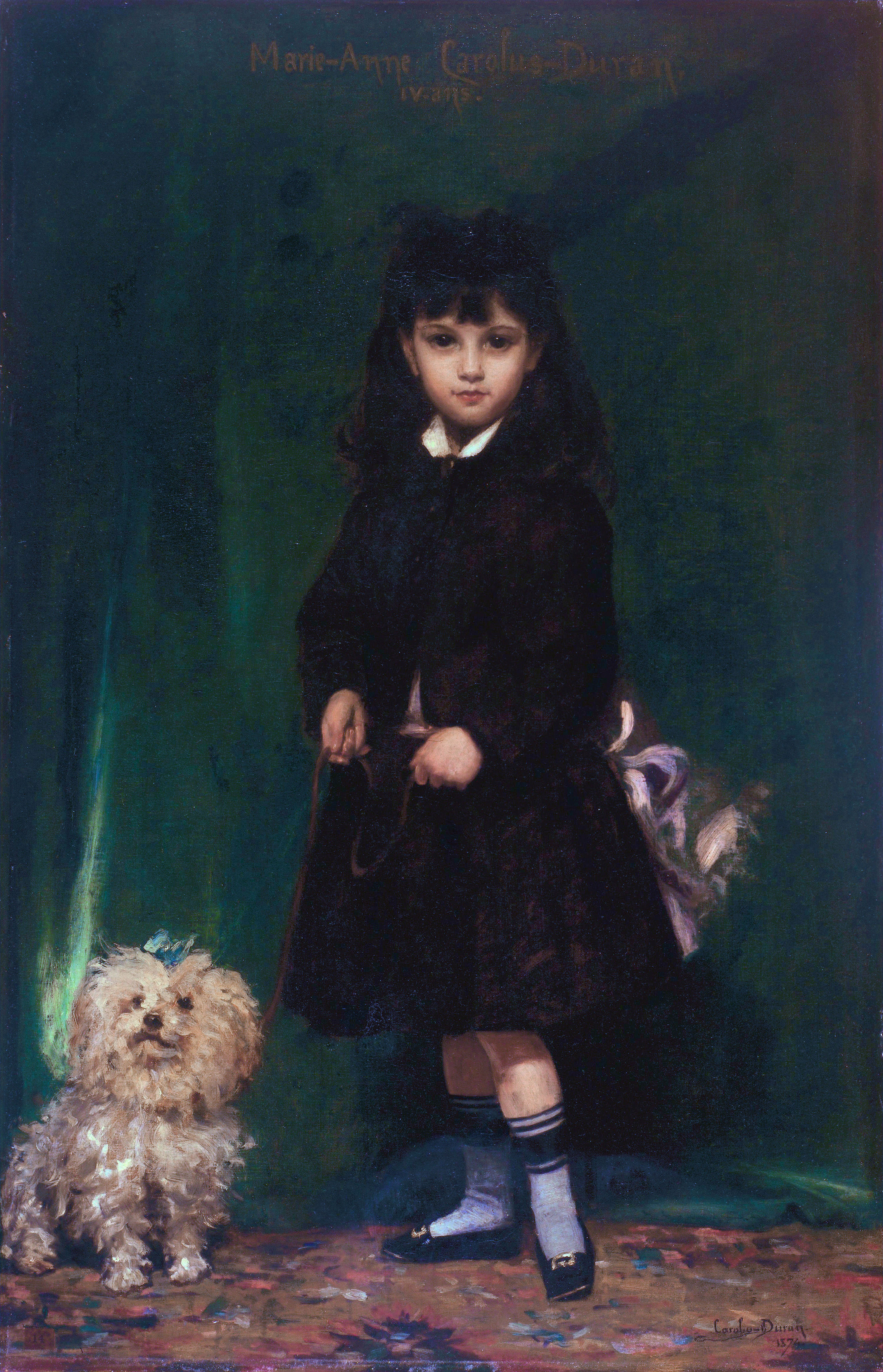
Marie-Anne Carolus-Duran (fille de l'artiste) (1874),
musée des Beaux-Arts de San Francisco.

Sa fille Marianne Carolus-Duran épouse Georges Feydeau, connu comme dramaturge et collectionneur d'œuvres des impressionnistes, et des Nabis.
Carolus-Duran fréquente la station balnéaire de Saint-Aygulf, où il possède une villa familiale. La station balnéaire possède deux toiles données par Carolus-Duran et conservées dans la chapelle, le Christ en croix et La Mise au Tombeau du Christ (1882). La station balnéaire a dédié une place et une plage au nom de l'artiste.
Carolus-Duran meurt le 18 février 1917 à Paris. Ses obsèques se déroulent à l'église Notre-Dame-des-Champs à Paris et il est inhumé dans le caveau familial du cimetière Saint-Léonce de Fréjus.

## L'atelier

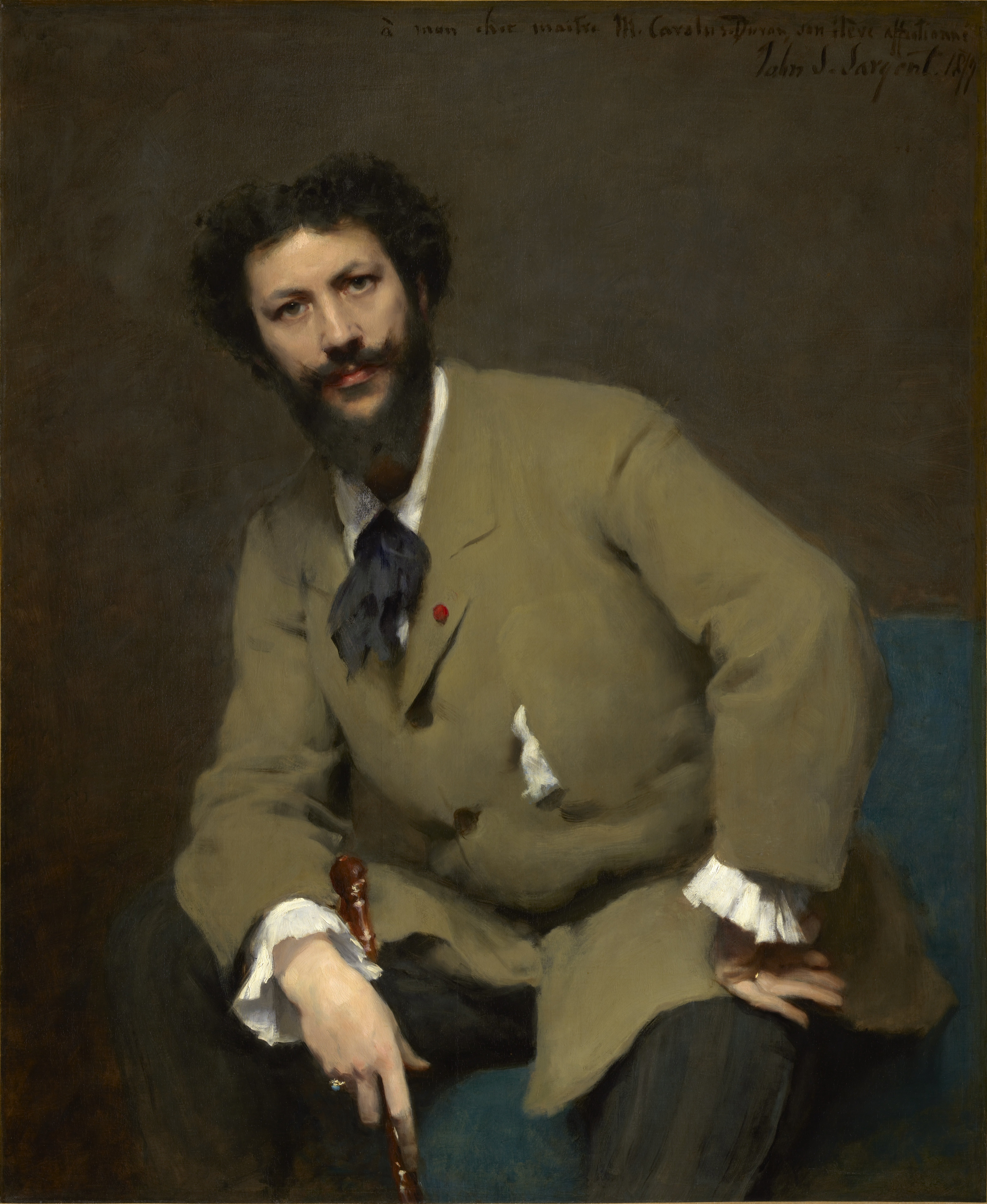
John Singer Sargent, Portrait de Carolus-Duran (1879), Williamstown, Clark Art Institute.

L'atelier de Carolus-Duran compte en moyenne vingt-cinq étudiants, dont les deux tiers sont anglais ou américains, parmi lesquels : Frank O'Meara, John Singer Sargent, Ralph Wormeley Curtis, Maximilien Luce, Ramon Casas, James Carroll Beckwith, Hamilton Minchin, Will Hicok Low, Paul Helleu, Robert Alan Mowbray Stevenson, Theodore Robinson et Ernest Ange Duez.
Carolus-Duran adhère à la maxime : « Exprimer le maximum avec le minimum de moyens ». Selon lui, un portrait doit être réalisé à partir d'une ébauche, directement sur la toile, sans dessin préparatoire. Les cinq ou six surfaces principales du visage doivent être posées d'abord, sans être fusionnées, et les détails construits à même la toile. L'attention doit porter sur les effets de lumière à la surface plutôt qu'à une construction de masses et de volumes. Bouguereau, l'un des principaux maîtres de l'académisme français, considérera cette attitude comme erronée.
John Singer Sargent a lancé sa propre carrière en exposant le portrait de son maître. En haut, il a ajouté une inscription rendant hommage à son professeur et se décrivant comme un « élève affectueux ». Sur son revers, Carolus-Duran y porte l'épinglette rouge de la Légion d'honneur française, décernée pour sa contribution aux arts.

## Réception critique
Alors que la peinture française était en pleine évolution avec les impressionnistes et leurs disciples, il a souvent été reproché à Carolus-Duran, notamment par Camille Pissarro, de ne pas utiliser sa technique et son talent évidents de façon plus aventureuse et de ne se consacrer qu'à des portraits, certes rémunérateurs, mais conventionnels.
Émile Zola écrit : « Seulement Carolus-Duran est un adroit ; il rend Manet compréhensible au bourgeois, il s'en inspire seulement jusqu'à des limites connues, en l'assaisonnant au goût du public. Ajoutez que c'est un technicien fort habile, sachant plaire à la majorité. »
Carolus-Duran, ami de Degas et de Manet, a su naviguer entre l'académisme d'un Cabanel et de ses disciples, et l'expérimentation de ses contemporains plus hardis. Il a su insuffler à ses portraits un naturel et une vie qui les font sortir du lot.

## Distinctions
- Grand officier de la Légion d'honneur (décret du 16 août 1900)

## Œuvre

Œuvres de Carolus-Duran
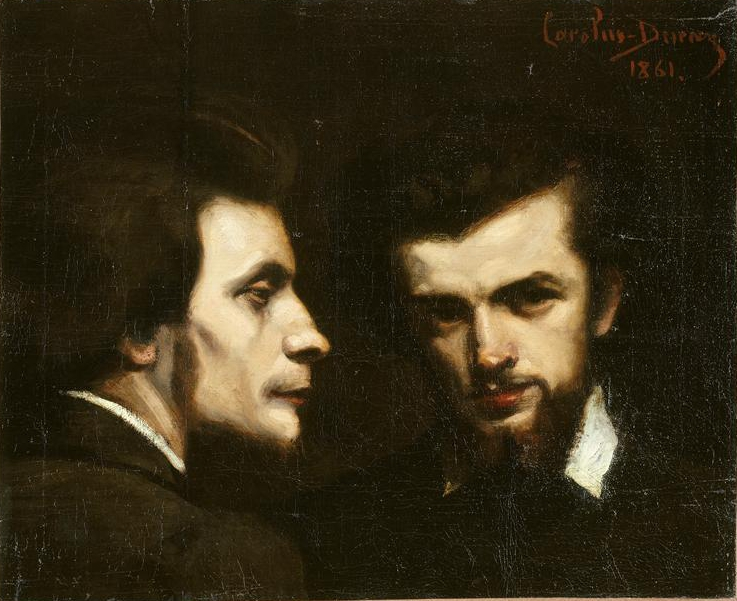
Portrait d'Oulevay et Fantin-Latour (1861), Paris, musée d'Orsay.
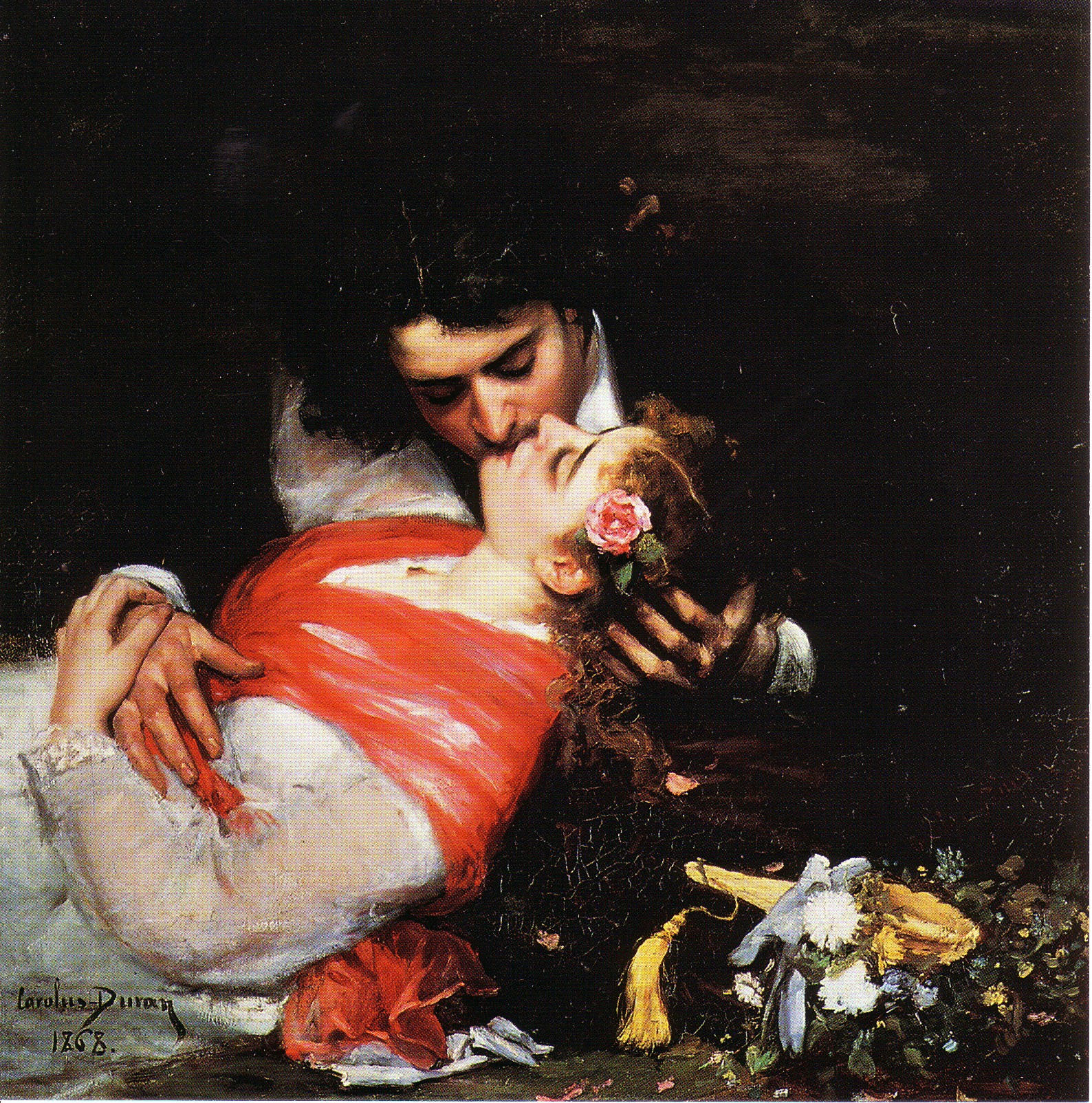
Le Baiser (1868), palais des Beaux-Arts de Lille. Autoportrait de l'artiste avec sa femme en nouveaux mariés.
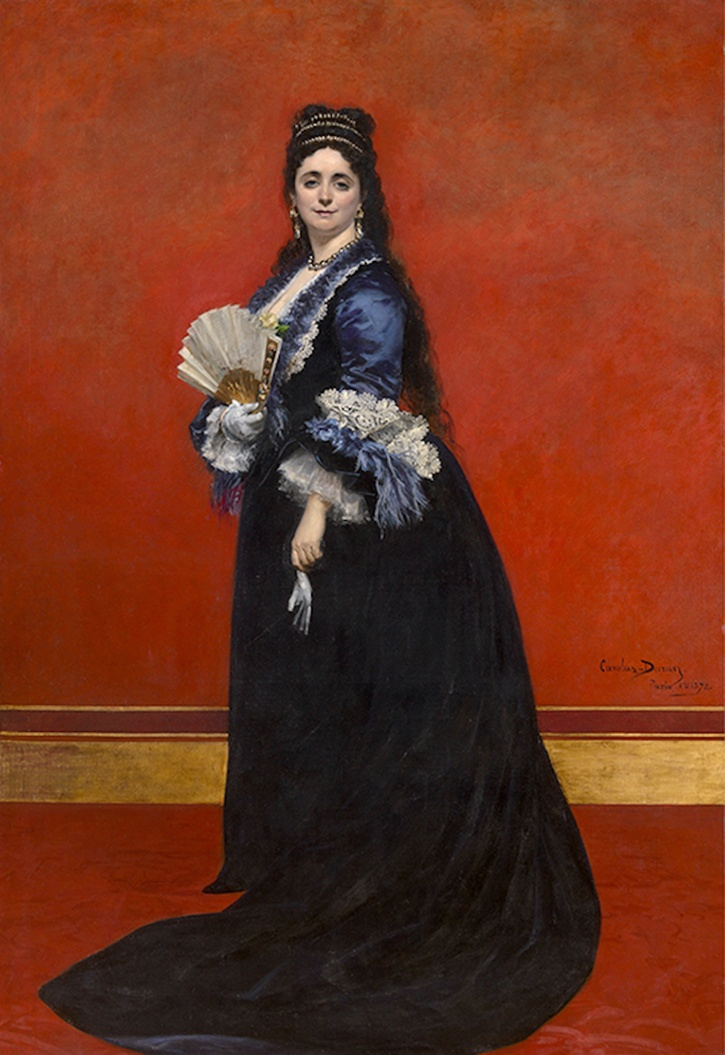
Portrait de Marie Rattazzi (1872), musée royal des Beaux-Arts d'Anvers.
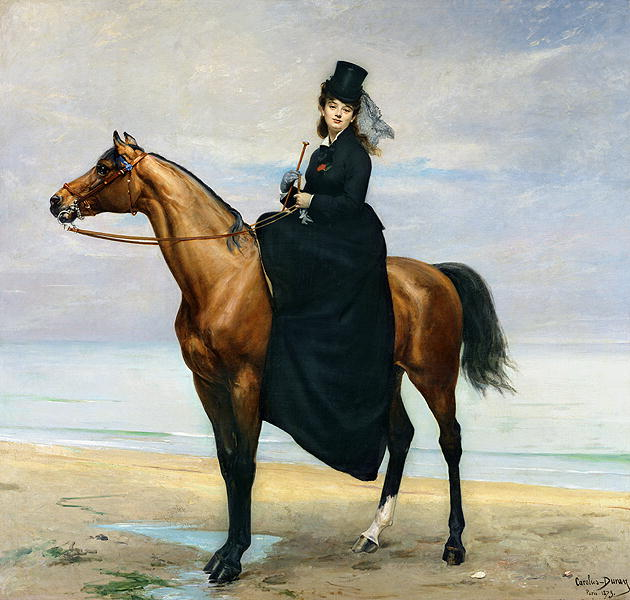
Portrait équestre de Mademoiselle Croizette (1873), Tourcoing, MUba Eugène Leroy. Sophie Croizette, sœur de Pauline.
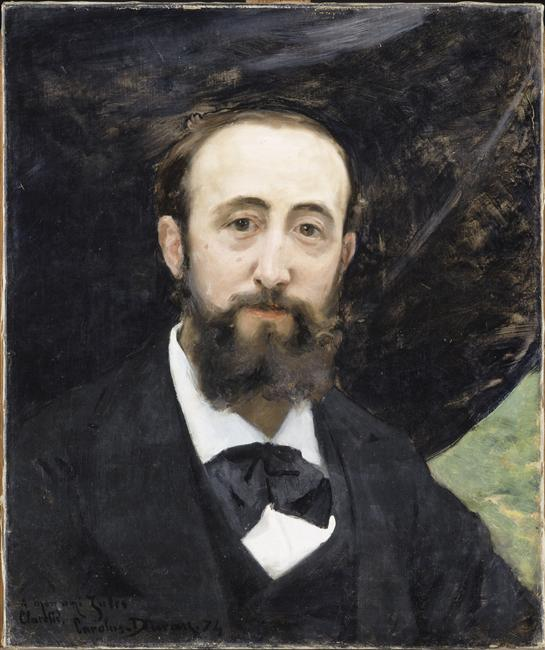
Jules Claretie (1874), palais des Beaux-Arts de Lille.
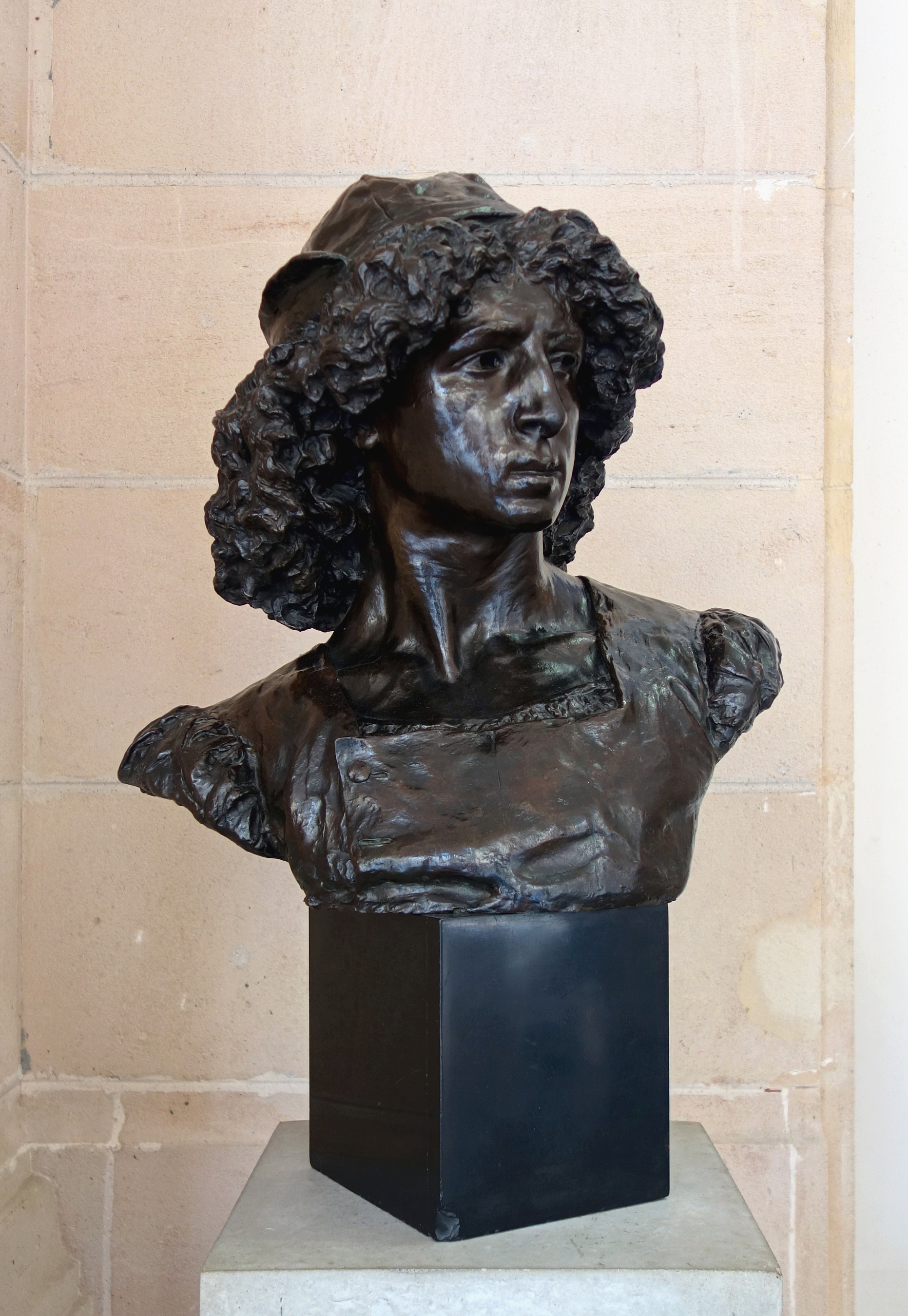
Le Pisan (1874), palais des Beaux-Arts de Lille.
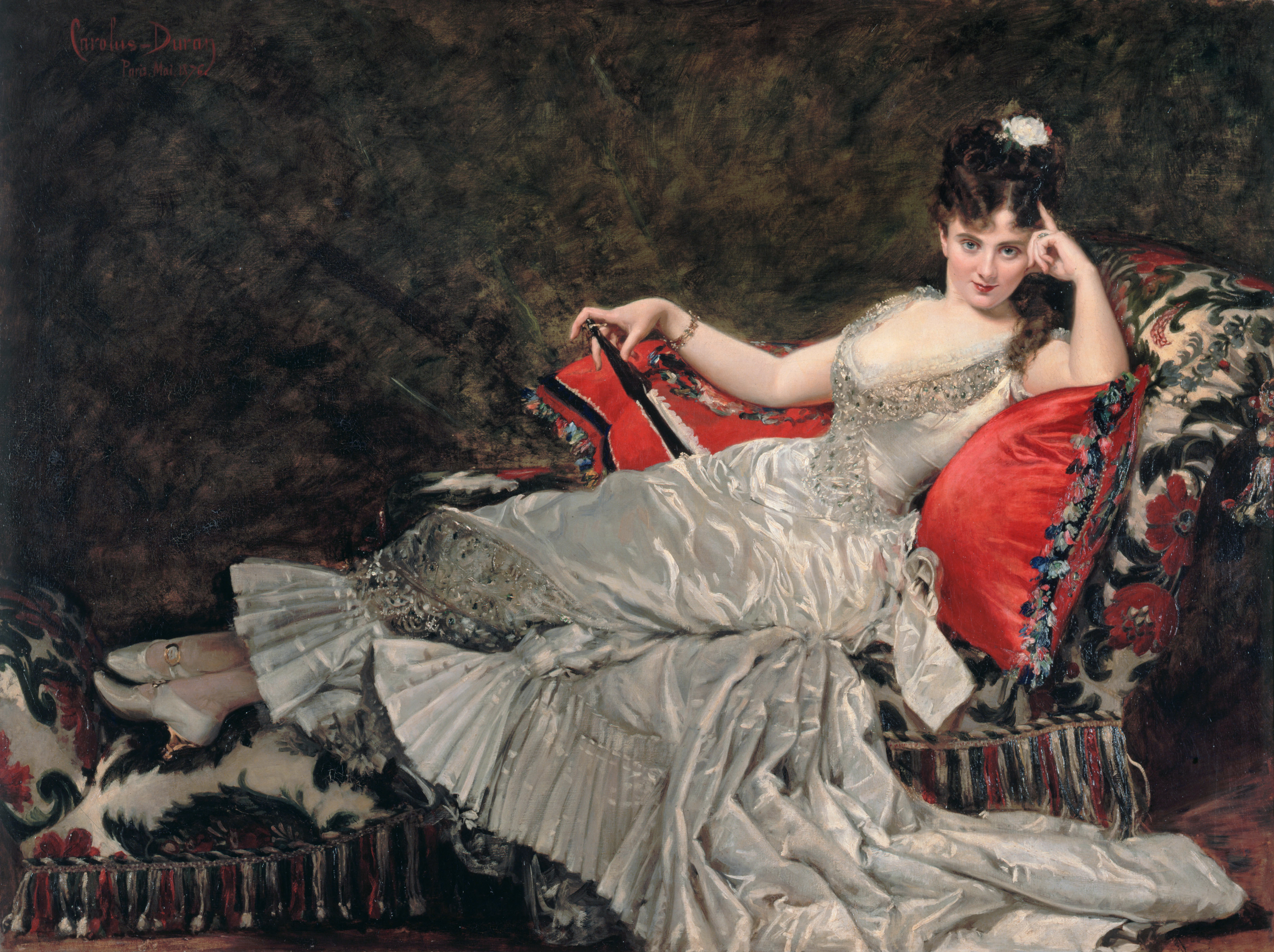
Mademoiselle de Lancey (1876), Paris, Petit Palais.
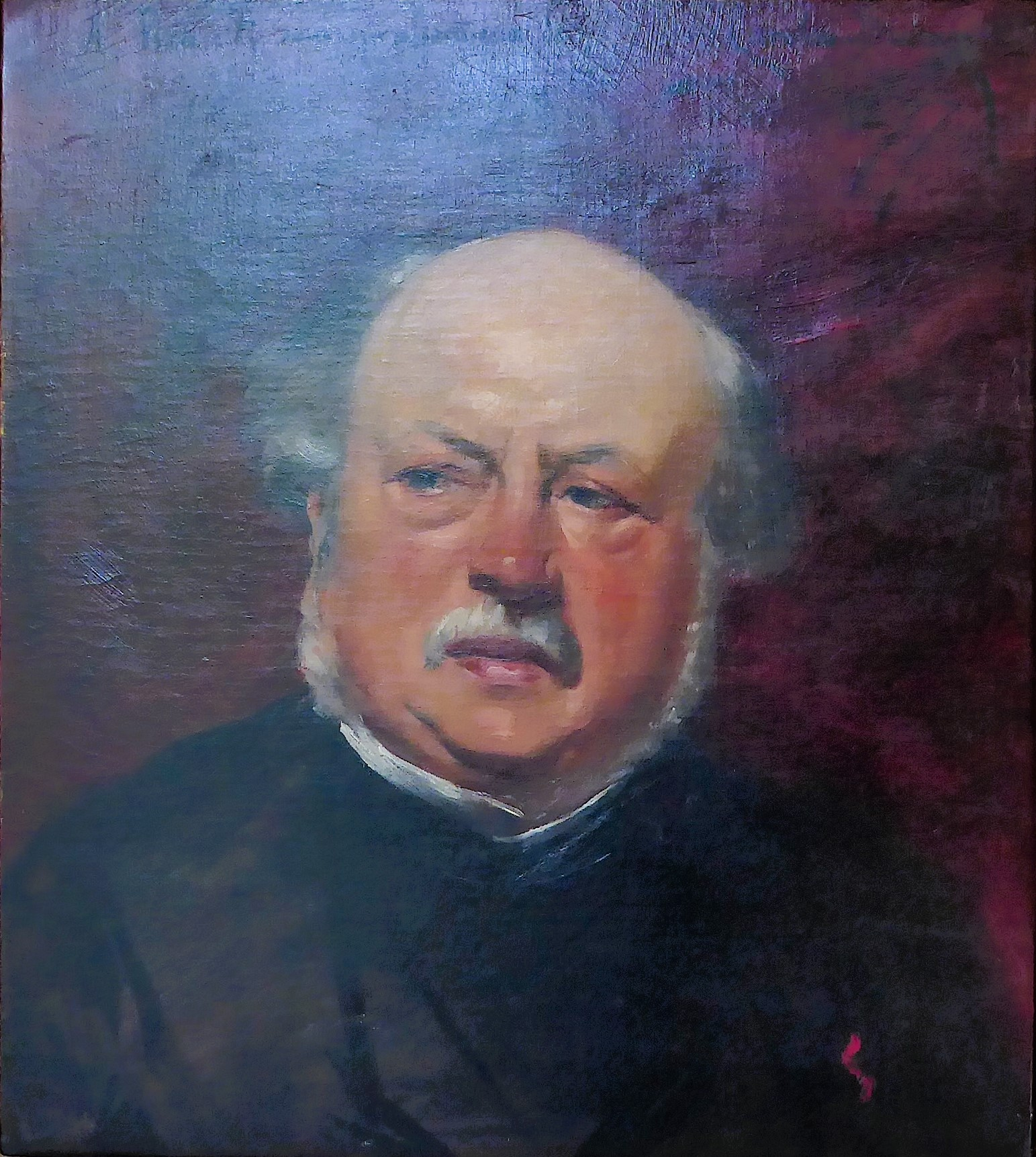
Portrait d'Auguste Préault (1877), musée des Beaux-Arts de Chartres.
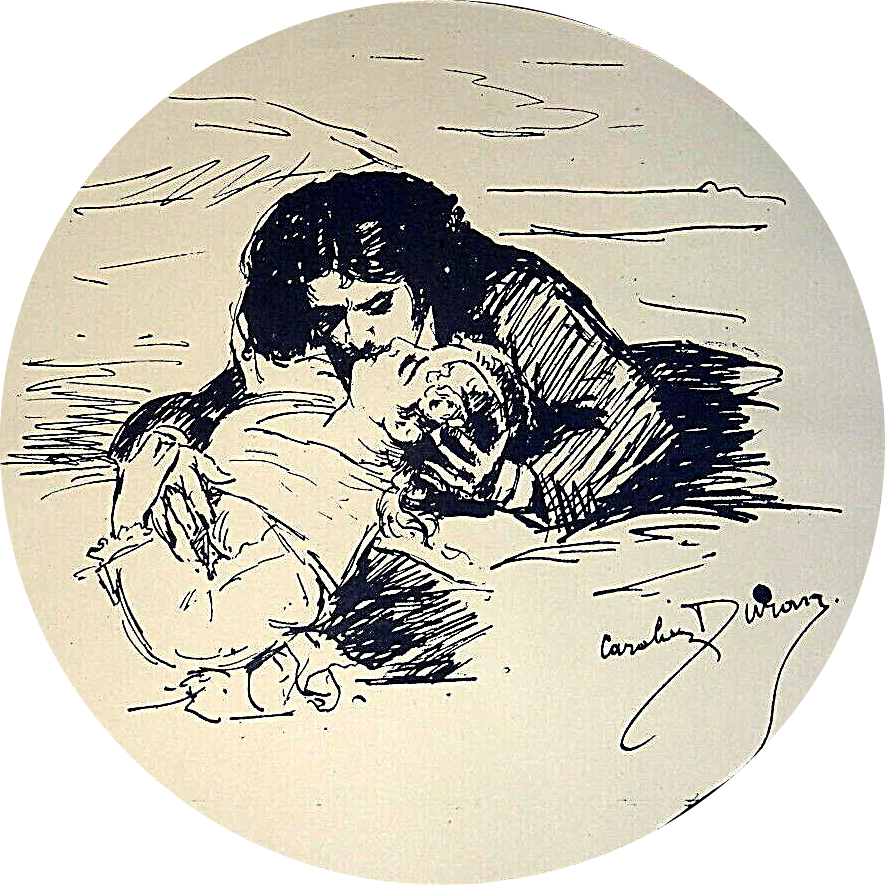
Un baiser (vers 1880), lithographie.
Étude pour “Lilia” (1887), Washington, National Gallery of Art.
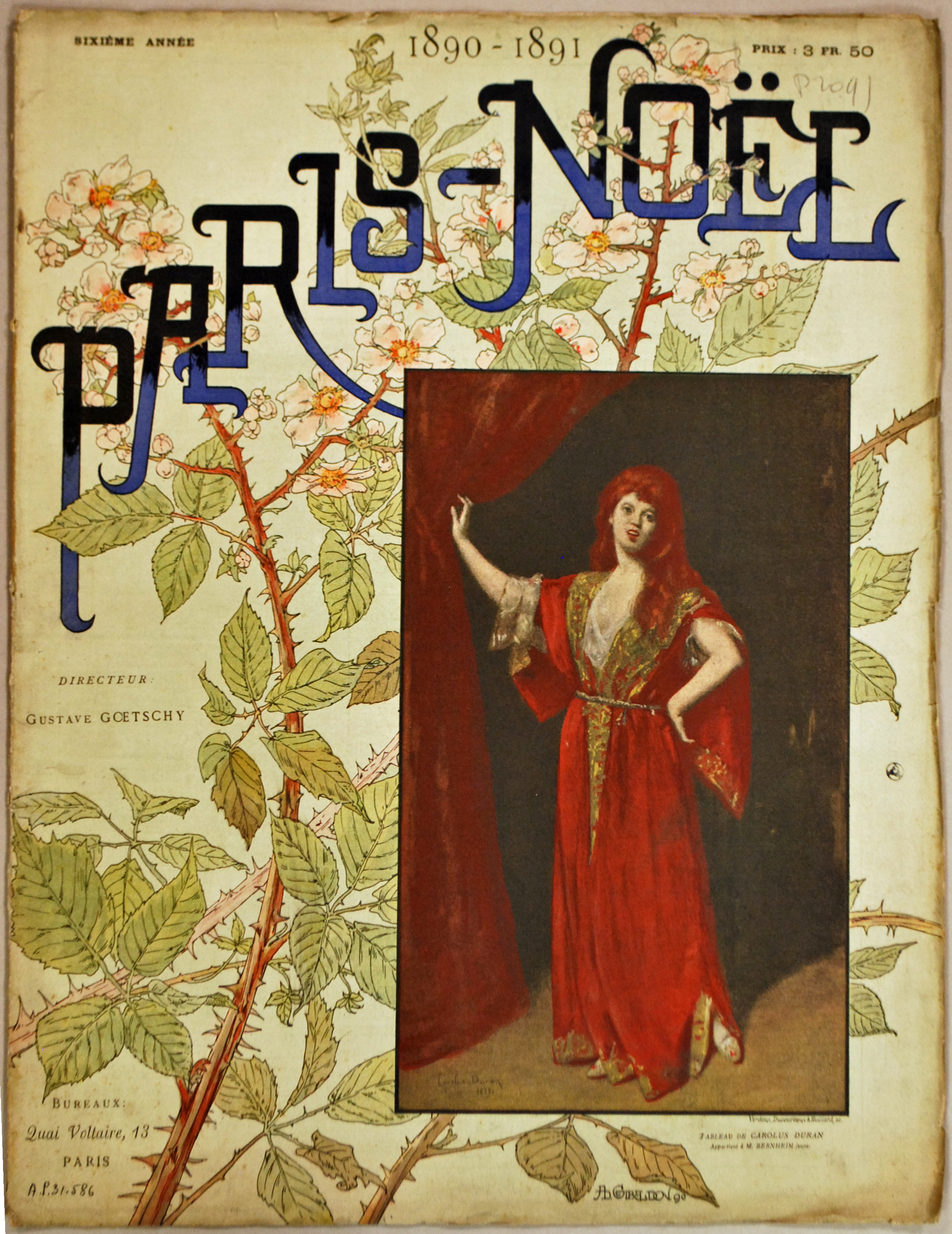
Couverture de Paris-Noël (1890).
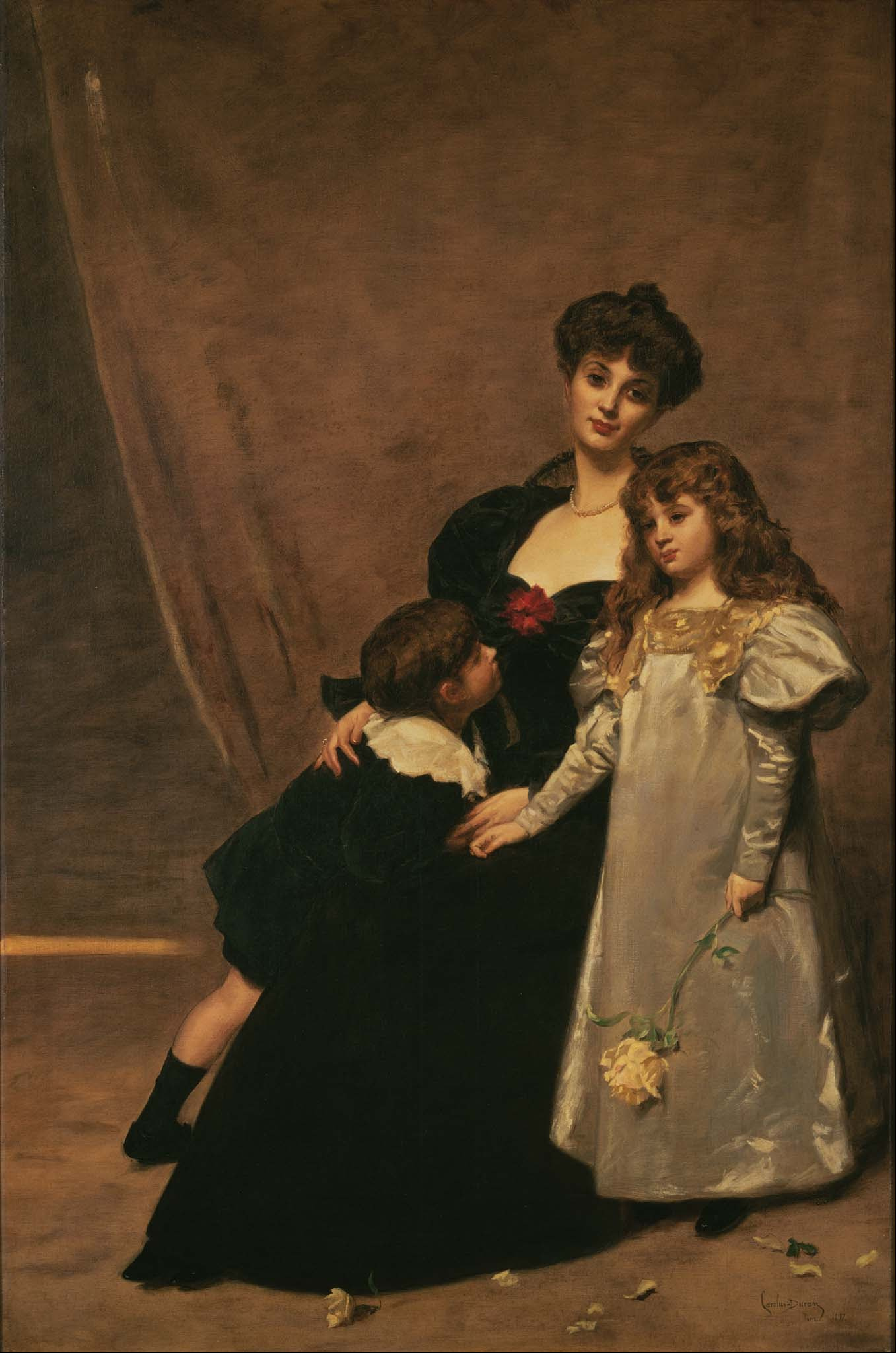
Marie-Anne Feydeau née Carolus-Duran et ses enfants (1897), Tokyo, musée national de l'Art occidental.

### Collections publiques

#### Danemark
- Copenhague, Glyptothèque Ny Carlsberg : Portrait d'une petite fille en costume espagnol, 1870, huile sur toile.

#### États-Unis
- Détroit (Michigan), Detroit Institute of Arts : Les rieuses, 1870, huile sur toile
- San Francisco, musée des Beaux-Arts : La Fille de l'artiste, 1874, huile sur toile.

#### France
- Bordeaux, musée des Beaux-Arts :
  - Portrait de Philippe Durand-Dassier, 1876, huile sur toile ;
  - Danaé, vers 1900, huile sur toile ;
  - Portrait de Charles Gruet, 1914, huile sur toile.
- Cambrai, musée de Cambrai : Portrait en pied de la marquise d'Anforti, 1873, huile sur toile.
- Chartres, musée des Beaux-Arts : Portrait du sculpteur Auguste Préault, huile sur toile, 1877, don Jules Prévet, 1915 (inv. 7070).
- Clermont-Ferrand, musée d'Art Roger-Quilliot : Portrait d'Agénor Bardoux, huile sur toile, dépôt de l'ordre des avocats au barreau de Clermont-Ferrand.
- Dijon :
  - musée des Beaux-Arts : Portrait d'Eugène Piron, huile sur toile, 40 × 33 cm.
  - musée Magnin : Portrait de femme en robe décolletée, vers 1875, huile sur toile.
- Fréjus, église de Notre-Dame de l'Assomption de Saint-Aygulf, chapelle :
  - Christ en croix, huile sur toile inachevée ;
  - L'Embaumement du Christ, 1882, huile sur toile.
- Lille, palais des Beaux-Arts :
  - La Dame en noir, 1859, huile sur toile ;
  - Homme endormi, 1861, huile sur toile ;
  - L'Assassiné, 1865, huile sur toile ;
  - Le Baiser, 1868, huile sur toile ;
  - La Dame au chien, 1870, huile sur toile ;
  - Hébé, 1874, huile sur toile ;
  - Le Pisan, 1874, buste en bronze ;
  - Portrait d'Emile de Girardin, 1875, huile sur toile ;
  - Portrait de Madame Georges Petit, 1879, huile sur toile ;
  - Autoportrait, 1890, huile sur toile ;
  - Portrait de Léonard Danel, 1899, huile sur toile ;
  - Ma famille, 1902, huile sur toile ;
  - Portrait de Jules Denneulin, huile sur toile.
- Épernay, musée du vin de Champagne et d'Archéologie régionale : Portrait de René Gallice, 1888, huile sur toile.
- Louviers, musée de Louviers : Portrait de Frédéric-Joseph Jourdain, huile sur toile.
- Paris :
  - musée d'Orsay :
    - Le Convalescent, vers 1860, huile sur toile ;
    - Portrait de Zacharie Astruc, vers 1860, huile sur toile ;
    - Portrait de Fantin-Latour et Oulevay, 1861, huile sur toile ;
    - La Dame au gant, 1869, huile sur toile ;
    - Emmanuel Lansyer, 1889, huile sur toile.

  - palais du Louvre : Le Triomphe de Marie de Médicis, 1878, plafond.
  - Petit Palais :
    - Portrait de Madame Ernest Feydeau, 1870-1873, huile sur toile ;
    - Mademoiselle de Lancey ou La Dame au coussin rouge, 1877, huile sur toile ;
    - Portrait de Madame Edgar Stern, 1890, huile sur toile.
- Toulon, musée d'Art : Femme nue debout, huile sur toile.
- Tourcoing, MUba Eugène Leroy : Au bord de la mer ou Portrait équestre de Mademoiselle Sophie Croizette en amazone, 1873, huile sur toile.
- Tours , musée des Beaux-Arts : Portrait de Sophie Croizette, huile sur toile.
- Valenciennes, musée des Beaux-Arts : L'Espagnole, 1870, huile sur toile.
- Versailles, musée du château de Versailles : Charles Gounod, 1898, huile sur toile.

#### Japon
- Tokyo, musée national de l'Art occidental : Mère et enfant, 1897, huile sur toile.

#### Portugal
- Lisbonne, Palais national d'Ajuda : Portrait de Maria Pia de Savoie-Portugal, 1880, huile sur toile.

## Expositions
En 2003, le palais des Beaux-Arts de Lille et le musée des Augustins de Toulouse lui ont consacré une exposition qui a donné lieu à l'édition d'un catalogue par la Réunion des musées nationaux.

## Élèves
- Louise Abbéma (1858-1927)
- Jules-Charles Aviat (1844-1931)
- Théodor Axentowicz (1859-1938)
- Joseph Bail (1862-1921)
- William Gerard Barry (1864-1941)
- Harry Becker (en) (1865-1928)
- James Carroll Beckwith (1852-1917)
- Gabriel Biessy (1854-1935)
- Georges Ferdinand Bigot (1860-1927)
- Élisée Bourde (1859-1935)
- Alexandre Jean-Baptiste Brun (1853-1941)
- James Cadenhead (en) (1858-1927)
- Karl Cartier (1855-1925)
- Ramon Casas (1866-1932)
- Marie Rose Cayron-Vasselon (1859-1911)
- Jean-Louis Charbonnel (1848-1885)
- Francine Charderon (1961-1928)
- James Coutts-Michie (1859-1919)
- Kenyon Cox (1856-1919)
- Henri-Edmond Cross (1856-1910)
- Ralph Wormeley Curtis (1854-1922)
- Dawson Dawson-Watson (1864-1939)
- Henri Delavallée (1862-1943)
- Herbert Denman (en) (1855-1903)
- Henry Detmold (en) (1854-1924)
- Charles Melville Dewey (1849-1937)
- Henri Patrice Dillon (1850-1909)
- Thomas Millie Dow (en) (1848-1919)
- Ernest Ange Duez (1843-1896)
- Marianne von Eschenburg (de) (1856-1937)
- Mary Fairchild (1858-1946)
- Caroline Feuillas-Creusy (1861-1931)
- Georges Feydeau (1862-1921)
- Fanny Fleury (1846-1923)
- Frank Fowler (en) (1852-1910)
- Norman Garstin (en) (1847-1926)
- Thérèse Glaesener-Hartmann (1858-1923)
- Eleanor Greatorex (en) (1854-1917)
- Lovell Birge Harrison (1854-1929)
- Paul César Helleu (1859-1927)
- Alexis Marie Lahaye (1850-1914)
- Lucy Lee-Robbins (1865-1943)
- Maurice Lobre
- John Henry Lorimer (1856-1936)
- Will Hicok Low (1853-1932)
- Maximilien Luce (1858-1941)
- Hamilton Minchin (1875-1931)
- Daniel Mordant
- Maud Naftel (en) (1856-1890)
- Burr H. Nicholls (en) (1848-1915)
- Anna Nordgren (en) (1847-1916)
- Erastus Dow Palmer (en) (1817-1904)
- Walter Launt Palmer (1854-1932)
- William Learned Marcy Pendleton (en) (1865-1947)
- Louis Maurice Pierrey (1854-1912)
- Alice Pike Barney (1857-1931)
- Virginie-Hélène Porgès (1864-1930)
- Émile Renouf (1845-1894)
- Gustave Riquet (1866-1938)
- Theodore Robinson (1852-1896)
- Ottilie Roederstein (1859-1937)
- Amédée Rosier (1831-1898)
- John Singer Sargent(1856-1925)
- Émile Schuffenecker (1851-1934)
- Louis Serendat de Belzim (1854-1933)
- Amanda Brewster Sewell (en) (1859-1926)
- Robert Alan Mowbray Stevenson (1847-1900)
- Mary Elizabeth Tillinghast (en) (1845-1912)
- Henry van de Velde (1863-1957)
- Lionel Walden (1861-1933)
- Iekaterina Zaroudnaïa-Kovas (1861-1917)